# Скорик, Мирослав Михайлович
Миросла́в Миха́йлович Ско́рик (укр. Мирослав Михайлович Скорик; 13 июля 1938, Львов — 1 июня 2020, Киев) —  украинский композитор и музыковед.
Герой Украины (2008). Народный артист Украинской ССР (1988), лауреат Национальной премии Украинской ССР имени Тараса Шевченко (1987), Национальная легенда Украины (2021), художественный руководитель Национальной оперы Украины, член-корреспондент Академии искусств Украины, профессор, кандидат искусствоведения, заведующий кафедрой композиции Львовской национальной музыкальной академии имени Н. В. Лысенко, глава Львовского отделения  Союза композиторов Украины, секретарь Союза композиторов Украины.

## Биография
Родился 13 июля 1938 года во Львове. Происходит из интеллигентной семьи — знаменитая оперная певица Украины Саломея Крушельницкая была сестрой бабушки Скорика.
В 1945 году начал обучение музыке во львовской музыкальной школе. В 1947 году семья Скориков была репрессирована и выслана в Сибирь.
После смерти И. В. Сталина семья вернулась во Львов, где с 1955 по 1960 год Скорик учился в Львовской государственной консерватории (ныне Львовская национальная музыкальная академия имени Н.В. Лысенко) под руководством профессоров Станислава Людкевича (класс истории и теории музыки), Романа Симовича и Адама Солтыса (класс композиции). После окончания Львовской консерватории в 1960 году продолжил обучение в аспирантуре Московской консерватории в классе Дмитрия Кабалевского, которую окончил в 1964 году.
С 1966 по конец 1980-х годов преподавал композицию в Киевской консерватории. Длительное время работал в США, затем в Австралии. В конце 1990-х вернулся на Украину. С 1999 года — заведующий кафедрой истории украинской музыки в Национальной музыкальной академии Украины имени П. И. Чайковского. С 2002 года — художественный руководитель фестиваля «КиевМузикФест». В 2005 — глава жюри фестиваля «Червона рута», с 2006 года наряду с Евгением Станковичем становится соглавой Национального союза композиторов Украины.
Произведения Мирослава Скорика регулярно исполняются на Украине и в других странах бывшего СССР, а также в Германии, Франции, Австрии, Голландии, Болгарии, Чехии, Польше, Великобритании, США, Канаде и Австралии. Он часто выступал в качестве дирижёра, пианиста, исполняя собственные произведения.
В стилистике продолжал традиции львовской композиторской школы, органично связанной с разнообразными первичными жанрами; широко использовал украинский, в частности карпатский, фольклор, львовское городское и салонное музицирование, а также современную популярную музыку, прежде всего джаз.

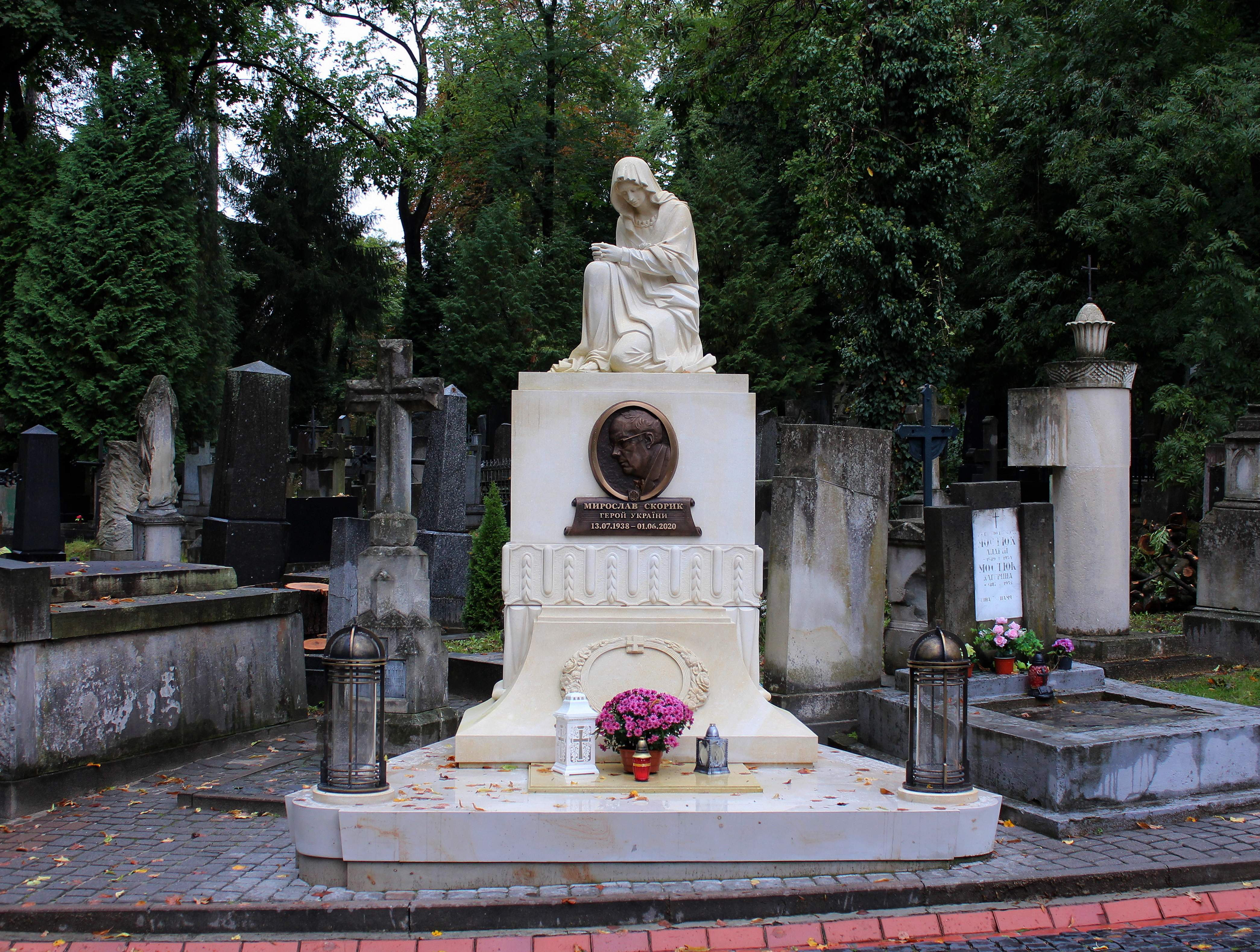
Могила М. Скорика на Лычаковском кладбище во Львове

Умер 1 июня 2020 года в Киеве. 3 июня в столичном патриаршем соборе Воскресения Христова УГКЦ состоялось прощание со Скориком. Похоронен на Лычаковском кладбище во Львове.

## Награды и звания
- Звание Герой Украины (с вручением ордена Державы, 20 апреля 2008) — за выдающиеся личные заслуги перед Украинским государством в развитии национального музыкального искусства, многолетнюю плодотворную композиторскую, педагогическую и общественную деятельность[7].
- Орден «За заслуги» I степени (8 февраля 2010) — за весомый личный вклад в социально-экономическое и культурное развитие Украины, высокий профессионализм и многолетний добросовестный труд[8].
- Орден «За заслуги» II степени (27 августа 2006) — за весомый личный вклад в увековечение памяти Ивана Франко[9].
- Орден «За заслуги» III степени (5 октября 1998) — за значительный личный вклад в развитие украинского музыкального искусства, многолетнюю творческую и педагогическую деятельность[10].
- Знак отличия Президента Украины — юбилейная медаль «20 лет независимости Украины» (19 августа 2011) — за значительный личный вклад в социально-экономическое, научно-техническое и культурно-образовательное развитие Украинского государства, весомые трудовые достижения и многолетний добросовестный труд[11].
- Знак отличия президента Украины «Национальная легенда Украины» (20 августа 2021, посмертно)[12]
- Орден «Знак Почёта» (1971).
- Народный артист Украинской ССР (1988).
- Заслуженный деятель искусств Украинской ССР (1969).
- Государственная премия Украинской ССР имени Тараса Шевченко (1987) — за концерт для виолончели с оркестром[13].
- Лауреат Украинской республиканской комсомольской премии имени Н. Островского (1968).

## Основные произведения
- «Моисей», опера.
- «Возвращение Баттерфляй», балет (Скорик-Пуччини).
- «Вальс»
- Поэма «Сильнее смерти».
- «Гуцульский триптих».
- Концерт для оркестра «Карпатский».
- Произведение для струнного оркестра «Сюита».
- Произведение для струнного оркестра «Партита».
- Концерт для скрипки с оркестром.
- Кантата для хора и симфонического оркестра «Весна» (на слова И. Франко).
- Кантата для скрипки и фортепиано «Человек» (на слова Э. Межелайтиса).
- Соната для фортепиано — цикл «В Карпатах».
- Карпатская рапсодия для скрипки и фортепиано (2004)

## Музыка к фильмам
1. 1964 — Тени забытых предков
2. 1967 — Как казаки кулеш варили (мультфильм)
3. 1967 — Язык животных
4. 1968 — Ивасик-Телесик (мультфильм)
5. 1968 — Подарок (мультфильм)
6. 1968 — Камень на дороге (мультфильм)
7. 1969 — Приключения казака Энея
8. 1970 — Хлеб и соль
9. 1970 — Как ёжик шубку менял
10. 1971 — Живая вода
11. 1971 — Доброе имя (мультфильм)
12. 1971 — Моя хата с краю (мультфильм)
13. 1972 — За твою судьбу
14. 1972 — Сотворение микромира
15. 1973 — Играй, моя дудочка
16. 1974 — Гуси-лебеди летят
17. 1974 — Личная жизнь
18. 1974 — Биосфера! Время осознания
19. 1975 — Самый дорогой рисунок (мультфильм)
20. 1975 — Сказка о яблоне (мультфильм)
21. 1976 — Отпуск, который не состоялся
22. 1977 — Как кошечка и собачка мыли пол (мультфильм)
23. 1977 — Никчемучка (мультфильм)
24. 1977 — Почемучка (мультфильм)
25. 1979 — Гришкины книжки (мультфильм)
26. 1981 — Высокий перевал (знаменитая «Мелодия ля-минор»)
27. 1982 — Мышки-малышки (мультфильм)
28. 1994 — Царевна (сериал)
29. 2007 — Лис Никита (мультфильм)

## Теоретические труды
- Прокофьев и Шёнберг // Советская музыка, 1962, № 1.
- Ладовая система С. Прокофьева. — К.: Муз. Украина, 1969. — 99 с.
- Будущее нашей музыки. С доклада заместителя главы правления Союза композиторов Украины на пленуме правления Союза. — Музыка. — 1971. — № 1. — С. 8—9.
- Музыкальное творчество и критика (Выступление на пленуме правления Союза композиторов СССР) // За действенную музыкальную критику. Сб. статей и выступлений / Сост. Г. Друбачевская. — М.: Сов. комп., 1974. — С. 77—78.
- О прогрессивном и догматическом новаторстве. — Советская музыка, 1971, № 8. — С. 17—23.
- Особенности лада музыки С. Прокофьева// Проблемы лада. Сб. статей / Сост. К. Южак. — М.: Музыка, 1972. — С. 226—238.
- О природе и направленности новаторского поиска в современной музыке // Современная музыка. Вып 1. — К.: Муз. Украина, 1973. — С. 3-24. (Соавтор — В. Задерацкий).
- Структура и выразительная природа аккордики в музыке XX ст. — К.: Муз. Украина, 1983. − 160 с.

## Известные ученики
- Зубицкий, Владимир Данилович